# Hermannställningen

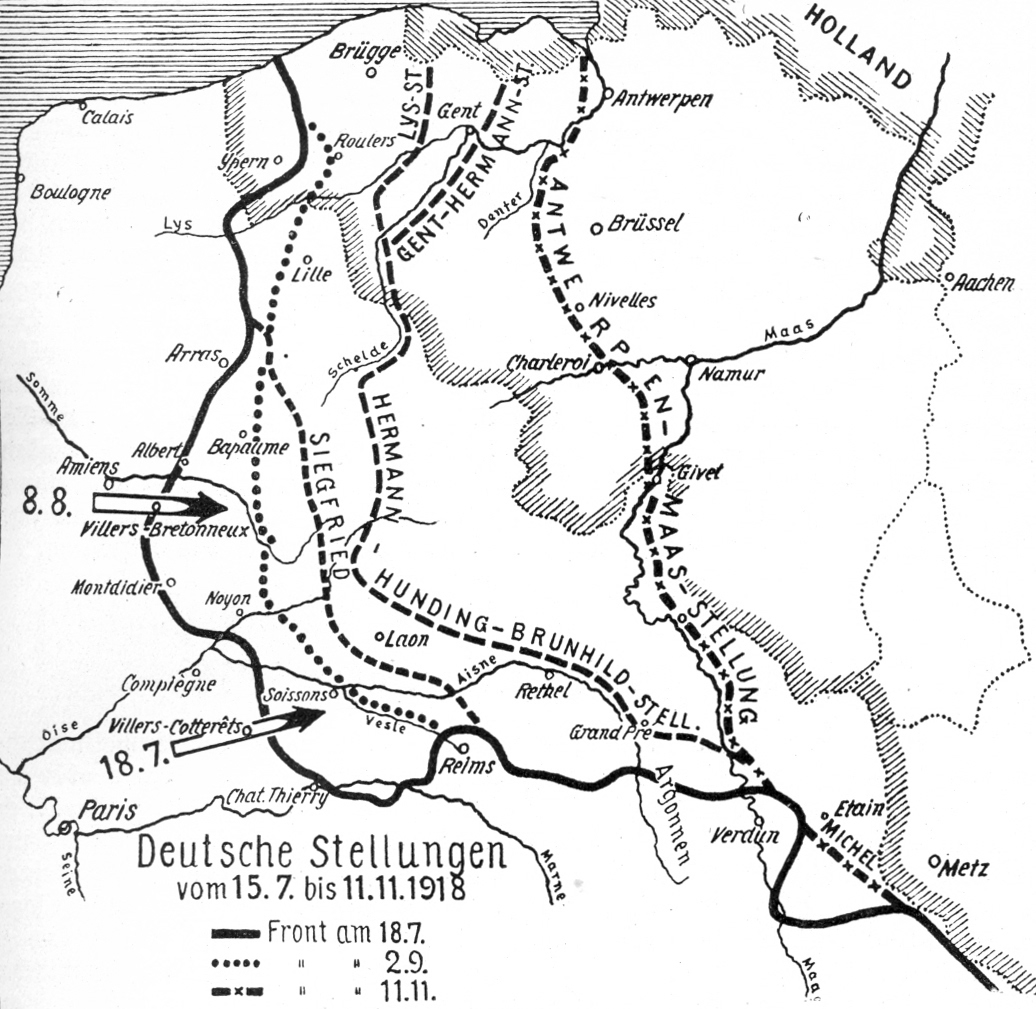
Tyska försvarsställningar på Västfronten 1918.

Hermannställningen var under första världskriget en bakre tysk ställning på västfronten, ofullständigt utbyggd.
Ställningen besattes under reträtten 1918 av 2:a och 18:e arméerna 9 oktober och av 4:e och 6:e arméerna 17 oktober. Den utrymdes i början av november. Ställningen gick från trakten av Gent, följde Lys och Schelde och övergick vid Marle i Hunding-Brunhilde-ställningen.